# Garcinia vidua
Garcinia vidua är en tvåhjärtbladig växtart som beskrevs av Henry Nicholas Ridley. Garcinia vidua ingår i släktet Garcinia och familjen Clusiaceae. Inga underarter finns listade i Catalogue of Life.